# Bugenhagenmedaille
Die Bugenhagenmedaille (von anderen als der Stifterin manchmal auch Bugenhagen-Medaille geschrieben) ist die höchste Auszeichnung der Evangelisch-Lutherischen Kirche in Norddeutschland. Sie wird an Menschen verliehen, die sich ehrenamtlich in der Kirche engagieren. Die Verleihung erfolgt jährlich am Reformationstag.
Auf der Vorderseite der Medaille ist der norddeutsche Reformator Johannes Bugenhagen abgebildet, auf ihre Rückseite ist die Widmung geprägt: Christus liebhaben ist viel besser als allwissend zu sein.
Die Bugenhagenmedaille wird seit 1959 in Hamburg an herausragende Persönlichkeiten verliehen, die sich besonders für die Nordelbische Kirche und – seit der Fusion – für die Evangelisch-Lutherische Kirche in Norddeutschland eingesetzt haben. Sie kann jährlich an bis zu zwei Personen je Sprengel und alle zwei Jahre zusätzlich an eine weitere Person vergeben werden.